# 松本天心
松本 天心（まつもと てんしん、 1968年5月29日 - ）は、日本の男性元総合格闘家。熊本県出身。日本コマンドサンボ連盟理事長。

## 略歴
ヴォルク・ハンらリングス・ロシア勢からコマンドサンボを学ぶ。得意技は内股、コピィロフ式膝十字固め。1994年から2009年までリングス、パンクラス等でプロ格闘家として活躍。2000年、プロサンボ集団SKアブソリュートを設立。ロシア、韓国、ブルガリアと世界各地に支部を設立した。
2010年、ワールドビクトリーロードが運営する総合格闘技団体「戦極」のイベントプロデューサーに就任。
2014年、旗揚げした異種格闘技団体「巌流島」の実行委員（サンボ代表）に就任。

## 戦績
| 総合格闘技 戦績 | 総合格闘技 戦績 | 総合格闘技 戦績 | 総合格闘技 戦績 | 総合格闘技 戦績 | 総合格闘技 戦績 | 総合格闘技 戦績 |
| --------------- | --------------- | --------------- | --------------- | --------------- | --------------- | --------------- |
| 3 試合          | (T)KO           | 一本            | 判定            | その他          | 引き分け        | 無効試合        |
| 1 勝            | 0               | 0               | 1               | 0               | 0               | 0               |
| 2 敗            | 1               | 1               | 0               | 0               | 0               | 0               |

| 勝敗 | 対戦相手 | 試合結果                   | 大会名                            | 開催年月日     |
| ×    | 金井一朗 | 1R 0:53 KO（左フック）     | PANCRASE 2009 CHANGING TOUR       | 2009年10月25日 |
| ×    | 佐藤光留 | 1R 2:43 チョークスリーパー | PANCRASE Z                        | 2005年9月3日   |
| ○    | 真霜拳號 | 5分2R終了 判定3-0          | THE BATTLE FIELD『ZST』旗揚げ大会 | 2002年11月23日 |